# 竹矢村
竹矢村（ちくやむら）は、島根県八束郡にあった村。現在の松江市矢田町、八幡町、馬潟町、竹矢町にあたる。

## 地理
- 湖沼：中海[1]
- 河川：大橋川、意宇川[1]

## 歴史
- 1889年（明治22年）4月1日、町村制の施行により、意宇郡竹矢村、八幡村、馬潟村、矢田村が合併して村制施行し、竹矢村が発足[1][2]。
- 1896年（明治29年）4月1日、郡の統合により八束郡に所属[2]。
- 1950年（昭和25年）9月21日、松江市に編入され廃止[1][2]。

## 産業
- 農業、漁業[1]

## 交通

### 鉄道
- 1908年（明治41年）国有鉄道山陰本線開通、馬潟駅（現東松江駅）開設[1]。

### 港湾
- 馬潟港[1]